# Marta Menegatti
Marta Menegatti, née le 16 août 1990 à Rovigo (Italie), est une joueuse de beach-volley italienne, professionnelle depuis 2006. Elle a notamment été championne d'Europe de sa discipline.

## Carrière

### Les débuts
Marta Menegatti commence le beach-volley en 2006, à l'âge de 16 ans. Elle participe aux Junior World Championship  et aux  Youth World Championship en 2006 avec sa compatriote Debora Pini.	
Elle s'associe avec plusieurs de ses compatriotes entre 2006 et 2009, puis se stabilise en duo avec Greta Cicolari à partir de novembre 2009.

### La reconnaissance européenne
Le nouveau duo termine aux secondes places des tournois Open de Phuket (Thaïlande) en novembre 2010 et de Myslowice (Pologne) en mai 2011, signes d'une lente progression vers les sommets.
Ce sommet est atteint en 2011, puisque Menegatti et Cicolari remportent  les Championnats d'Europe de beach-volley de Kristiansand (Norvège), battant en finale les Autrichiennes Barbara Hansel & Sara Montagnolli.
Depuis ce sacre européen, le duo ne remporte aucun titre sur le FIVB Beach Volley World Tour, ce qui conduit à leur séparation après le Grand Chelem de Gstaad (Suisse) en juillet 2013.

### Le partenariat avec Orsi Toth
Menegatti forme un nouveau duo avec Viktoria Orsi Toth à partir du Grand Chelem de Long Beach (Etats-Unis) en juillet 2013. 
Après plusieurs places d'honneur, et notamment une seconde place au Grand Chelem de Sao Paulo (Brésil) fin septembre 2014, elles remportent le tournoi Open de Sotchi (Russie) le 13 septembre 2015, puis enchaînent avec une seconde place au tournoi Open d'Antalya (Turquie) en octobre 2015.
Le duo devait participer aux Jeux olympiques de Rio, mais Viktoria Orsi Toth a été contrôlée positive le 19 juillet 2016. Selon un communiqué de sa Fédération, Orsi Toth avait subi un contrôle inopiné et l'analyse du second échantillon a confirmé un premier résultat positif au clostébol métabolite, un stéroïde anabolisant : elle a par conséquent été suspendue et exclue des Jeux, laissant sa coéquipière orpheline.

## Palmarès

### Jeux olympiques d'été
- Pas de performance significative à ce jour...

### Championnats du Monde
- Pas de performance significative à ce jour...

### Championnats d'Europe
- Médaille d'or en 2011 à Kristiansand (Norvège) avec Greta Cicolari